# BL 6インチ 26cwt榴弾砲
オードナンス BL 6インチ 26cwt榴弾砲（英: Ordnance BL 6 inch 26cwt howitzer）は、第一次世界大戦から第二次世界大戦にかけてイギリス陸軍が使用した中榴弾砲（Medium howitzer）。
26cwtとは、砲身と砲尾の合計重量が26ロング・ハンドレッドウェイト（＝2,912ポンド (1,321 kg)）であることを表している。

## 概要

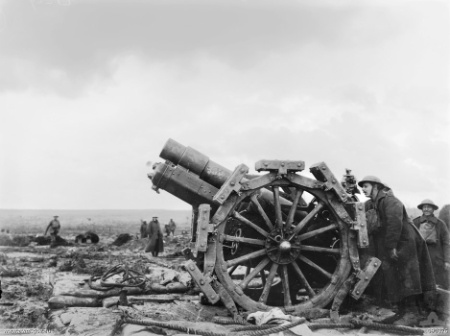
1917年、ベルギーのイープルにて砲撃を行う6インチ 26cwt榴弾砲

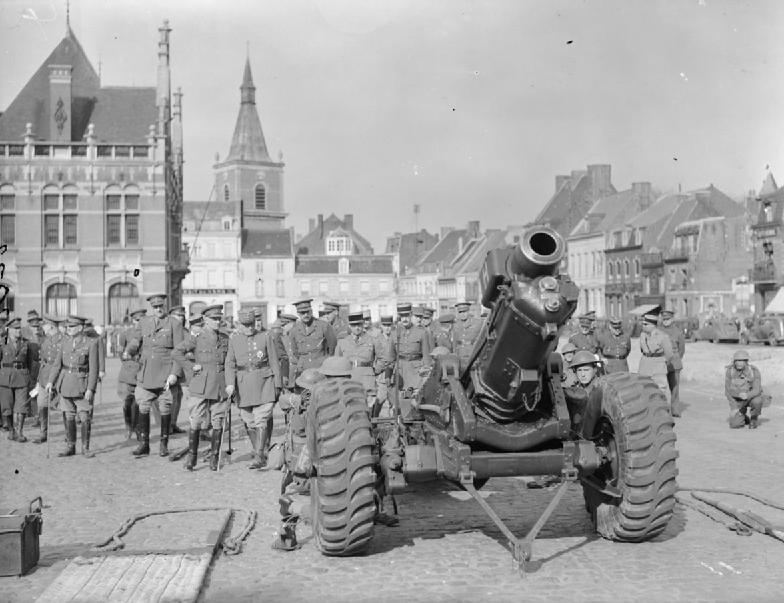
1940年4月、フランスに派遣されたイギリス軍の6インチ 26cwt榴弾砲

6インチ 26cwt榴弾砲は、前任のBL 6インチ 30cwt榴弾砲がドイツの15cm sFH 13に性能面で不利に立たされるなど旧式化著しく早急に更新する必要があることが判明したため、1915年1月に設計が開始され同年7月30日には実弾砲撃試験が行われ年末近くに制式採用された。
6インチ 26cwt榴弾砲は液気圧式駐退復座機を装備している。

## 実戦
6インチ 26cwt榴弾砲は火力と射程、機動力のバランスが良かったため、イギリス陸軍やイギリス帝国に属するニュージーランド軍（ANZAC軍団）や南アフリカ連邦軍も各地の戦線でこれを運用した。
戦間期に、車輪を木製スポーク式から空気入りゴムタイヤと鋼鉄製ホイールに換装し、自動車での牽引速度を向上させた。
第二次世界大戦においてもノルウェーでの戦いやベルギー・フランスでの戦い、北アフリカ戦線、極東でもマレーの戦いやビルマの戦いなどで使用されたが、1942年からBL 5.5インチ砲への更新が進められ、イギリス軍からは第二次世界大戦終結時に退役した。
また、6インチ 26cwt榴弾砲は戦間期にイタリア王国とオランダに輸出されており、イタリア陸軍ではobice 152/13の制式名称が与えられている。
オランダの砲は1940年のナチス・ドイツの侵攻においてドイツ軍を迎え撃ったが、オランダ降伏後はドイツ軍に接収された。イタリアの砲もフランス降伏直前のフランスとの戦闘やエジプト侵攻、ギリシャ侵攻などに用いられ、1943年9月8日にイタリアが連合国に無条件降伏した後はイタリアを占領したドイツ軍やイタリア社会共和国軍などが用いた。
ドイツ軍は鹵獲した6インチ 26cwt榴弾砲に対して、15,2 cm　sFH 412 (e)（イギリス）、15,2 cm sFH407 (h)（オランダ）、15,2 cm sFH412 (i)（イタリア）のコードネームを与えたが、どれだけ実戦で使用したかは不明。　